# Bim Bum Bam - Volume 1
Bim Bum Bam - Volume 1 è una raccolta di Cristina D'Avena e Giampaolo Daldello pubblicato nel 1991 dall'etichetta discografica Five Record.

## Il disco
Il disco rappresenta la prima raccolta di sigle della famosa trasmissione televisiva e raccoglie alcune delle sigle di maggior successo pubblicate fino a quel momento incise da Cristina D'Avena, Giampaolo Daldello e dal cast di Bim Bum Bam. L'album è stato pubblicato in contemporanea al secondo volume dal titolo Bim Bum Bam - Volume 2. Contiene anche delle cover di canzoni: Nella vecchia fattoria del Quartetto Cetra, We Are the World di Michael Jackson e Lionel Richie e Ghostbusters di Ray Parker Jr..

## Tracce
1. Teneramente Licia
2. Bim Bum Bam
3. Ghostbusters
4. Sceriffi delle stelle
5. We Are the World
6. Canzone dei Puffi
7. Memole dolce Memole
8. Capitan Dick
9. Pollon Pollon combinaguai
10. Muppet Babies
11. Nella vecchia fattoria
12. Nuovi amici a Ciao Ciao